# クネレド条約
クネレド条約（クネレドじょうやく）とは、スコーネ地方のクネレドで1613年1月20日にデンマークとスウェーデンの間で結ばれたカルマル戦争の平和条約である。イングランドによる調停と、スウェーデン宰相オクセンシェルナのデンマークとの交渉により、スウェーデン側が賠償金を支払う事で両国は合意した。

## 内容
- エルヴスボリ要塞は、スウェーデンが100万リクスダラーを支払う事で返還する。
- イェータ川河口は、デンマークが領有するが、5年後にスウェーデンがデンマークに100万リクスダラーを支払い、スウェーデンによる再取得とする。

カルマル戦争は、デンマーク王クリスチャン4世による、デンマーク陸軍の強化と、スウェーデン王グスタフ・アドルフのスウェーデン王位継承及びロシアとのイングリア戦争（大動乱）の間隙を突いた事で、グスタフ・アドルフから全面的な譲歩を勝ち取った戦争となった。賠償金は、当時のスウェーデン財政においては厳しい処置ではあったが、要塞を取り戻し、イェータ川河口も5年間の後、再取得した事で領土に関して損失はなかった。